# Electracanthinus klebsi
Electracanthinus klebsi is een fossiele soort schietmot uit de familie Philopotamidae.